# エネルギーの使用の合理化及び非化石エネルギーへの転換等に関する法律
エネルギーの使用の合理化及び非化石エネルギーへの転換等に関する法律（エネルギーのしようのごうりかおよびひかせきえねるぎーへのてんかんとうにかんするほうりつ、昭和54年6月22日法律第49号）は、省エネルギーに関する日本の法律である。省エネ法とも。同年10月1日から施行された。前身の熱管理法（昭和26年法律第146号）は、本法の施行により廃止された。
制定当時の題名は、「エネルギーの使用の合理化に関する法律」であり、「エネルギーの使用の合理化に関する法律の一部を改正する等の法律」（平成25年法律第25号）により、2014年（平成26年）4月1日から題名が「エネルギーの使用の合理化等に関する法律」と改題された。
さらに、2022年の「改正省エネ法」の成立により、2023年（令和5年）4月1日、「エネルギーの使用の合理化及び非化石エネルギーへの転換等に関する法律」へと改題された。

## 目的
内外におけるエネルギーをめぐる経済的社会的環境に応じた燃料資源の有効な利用の確保に資するため、工場、輸送、建築物及び機械器具についてのエネルギーの使用の合理化に関する所要の措置その他エネルギーの使用の合理化を総合的に進めるために必要な措置等を講ずることとし、もつて国民経済の健全な発展に寄与することを目的とする（第1条）。

## 内容
基本方針
経済産業大臣は、工場または事業場、輸送、建築物、機械器具等に係るエネルギーの使用の合理化を総合的に進める見地から、エネルギーの使用の合理化に関する基本方針を定め、公表する。
工場に係る措置等
工場においてエネルギーを使用して事業を行うものは、エネルギー使用の合理化に努め、その規模に応じてエネルギー管理者の選任、省エネ計画の届出、エネルギー使用状況の報告などを行う。また、エネルギー管理士およびその試験、エネルギー管理員の選任およびその指定講習機関等について規定している。
輸送に係る及び建築物に係る措置
一定規模以上の輸送者及び荷主は、省エネ計画を作成、エネルギー消費量の届出を行うものとし、建築物を建築するものは、エネルギー使用効率の良い建物の建築に努めなければならない。
機械器具に係る措置
指定された機械器具の製造事業者等はトップランナー方式で省エネ性能の向上に努め、また指定製品にはエネルギー消費効率の表示を行う。
勧告、指示、公表
上記の措置が不十分な場合、国は必要な勧告や指示、公表などを行う。

### 2008年の法改正内容
法の改正
エネルギーをめぐる経済的社会的環境の変化にかんがみ、一層のエネルギーの使用の合理化により燃料資源の有効な利用を確保するため、「エネルギーの使用の合理化に関する法律の一部を改正する法律（平成20年5月30日法律第47号）」が公布された。「住宅・建築物分野の対策の強化」については、2009年（平成21年）4月1日に施行され、「エネルギー管理の工場単位から事業者単位への変更」については、2010年（平成22年）4月1日に施行された。
住宅・建築物分野の対策の強化
住宅・建築物分野の対策の強化を図るため、大規模な住宅・建築物の建築主に対する従来の指示・公表のほか新たに命令規定を導入すること、一定の中小規模の住宅・建築物も届出義務の対象とすること、住宅事業建築主が新築する特定住宅に係る省エネ性能向上を促す措置および省エネ性能の表示の推進に関すること、登録建築物調査機関および登録講習機関に関する規定が加えられた。
エネルギー管理の工場単位から事業者単位への変更
従来の、一定規模以上の大規模な工場に対する工場単位のエネルギー管理義務制度から、業務・事務部門を含む事業者（企業）単位のエネルギー管理義務制度に変更することとなった。また、一定の要件を満たすフランチャイズチェーンについても、チェーン全体を一事業者として捉え、事業者単位の規制と同様の規制が導入されることとなった。このことによって、コンビニエンスストア等の業務部門についても、本法による省エネルギー対策が講じられることになった。

### 2022年の法改正内容
家庭用エアコンの省エネ性能の目標基準を１５年ぶりに改正する方針を固めた。メーカーに対し、２７年度までに現在より約３割高い省エネ性能を達成するよう義務付ける。
2021年現在のエアコンの目標基準は、０６年に改正した「１０年度目標」で、東日本大震災による混乱などで改正が見送られてきた。現在、国内で販売されているエアコンは、ほぼ全機種が１０年度目標を達成している。
メーカー各社は近年、省エネ性能以外でも特色を出すため、人工知能（ＡＩ）を活用した新たな機能の開発などに力を注いでいる。新たな省エネ技術を積極的に開発する動機が乏しくなっており、経産省は新しい目標基準を定めることにした。
２７年度以降、基準達成を求める勧告や命令にメーカーが従わない場合、経産省は社名を公表したり、罰金を科したりできる。一方、メーカー側が技術開発を行う期間も考慮し、２２年度のルール改正から５年間の猶予期間を設ける。

## 制定の背景
2度にわたるオイルショックを経て、日本の経済の発展のためには、エネルギー使用効率を大幅に改善していくことが必要と考えられ、1979年に、「エネルギー使用の合理化に関する法律」が制定され、産業の省エネルギー化が進められた。
その後、地球環境問題の認識が高まり、特に二酸化炭素の排出による地球温暖化への対応が求められるようになり、1997年には京都議定書が採択されたため、1998年に大幅な改正が行われ、トップランナー方式の導入などが行われた。
また、京都議定書により日本の二酸化炭素排出量を1990年を基準に6%減少させねばならないが、実際の削減は進まず、内訳では、産業部門は減少しているのにもかかわらず、運輸部門や民生部門では大幅な増加を示し、この分野への対策が必須となった。このため、輸送分野への新規適用、オフィスビルへの適用拡大などの改正が行われ、また工業分野でも規制がより強く広範になってきている。
このように事実上は地球環境問題が法律の重要な目的に組み込まれているが、法文上の目的には環境問題や温暖化に関する事項は全く謳われておらず、環境省は主務官庁に含まれていない。

## 構成
- 第1章 総則（第1条・第2条）
- 第2章 基本方針等（第3条・第4条）
- 第3章 工場等に係る措置等
  - 第1節 工場等に係る措置
    - 第1款 総則（第5条・第6条）
    - 第2款 特定事業者に係る措置（第7条 - 第18条）
    - 第3款 特定連鎖化事業者に係る措置（第19条 - 第30条）
    - 第4款 認定管理統括事業者に係る措置（第31条 - 第42条）
    - 第5款 管理関係事業者に係る措置（第43条 - 第47条）
    - 第6款 雑則（第48条 - 第54条）

  - 第2節 エネルギー管理士（第55条 - 第72条）
  - 第3節 指定講習機関（第73条 - 第83条）
  - 第4節 登録調査機関（第84条 - 第102条）
- 第4章 輸送に係る措置
  - 第1節 貨物の輸送に係る措置
    - 第1款 貨物輸送事業者に係る措置（第103条 - 第108条）
    - 第2款 荷主等に係る措置（第109条 - 第126条）

  - 第2節 旅客の輸送に係る措置等（第127条 - 第133条）
  - 第3節 認定管理統括貨客輸送事業者に係る措置等
    - 第1款 認定管理統括貨客輸送事業者に係る措置（第134条 - 第137条）
    - 第2款 貨客輸送連携省エネルギー計画等（第138条 - 第142条）

  - 第4節 航空輸送の特例（第143条 - 第146条）
- 第5章 建築物に係る措置（第147条）
- 第6章 機械器具等に係る措置
  - 第1節 機械器具に係る措置（第148条 - 第152条）
  - 第2節 熱損失防止建築材料に係る措置（第153条 - 第157条）
- 第7章 電気事業者に係る措置（第158条・第159条）
- 第8章 雑則（第160条 - 第171条）
- 第9章 罰則（第172条 - 第178条）
- 附則

## 資格
- エネルギー管理士（熱、電気）
- エネルギー管理員（熱、電気）

## 主務官庁
- 経済産業省
- 国土交通省